# Hemilipia punctimarginalis
Hemilipia punctimarginalis är en fjärilsart som beskrevs av George Francis Hampson 1897. Hemilipia punctimarginalis ingår i släktet Hemilipia och familjen träfjärilar. Inga underarter finns listade i Catalogue of Life.